# August Neubert (virksomhed)
 For alternative betydninger, se August Neubert. (Se også artikler, som begynder med August Neubert)
August Neuberts Fabrikker var en virksomhed, der drev flere bomuldsvæverier og farverier på Østerbro og Frederiksberg. Fabrikken blev stiftet af Carl Friederich August Neubert i Neumünster 1846, men overført til København 1867 efter den 2. Slesvigske Krig.
Efter grundlæggerens død videreførtes virksomheden af dennes sønner, Carl Neubert (1853-1924), Theodor Neubert (1855-1911) og Ernst Neubert (1859-1916), som i tilknytning til væveriet oprettede nogle konfektionsfabrikker. Efter at Carl Neubert, som den længst levende af brødrene, var død i 1924, videreførtes firmaet af hans enke og to sønner, Fritz Neubert (1883-1978) og Poul Neubert (1884-1958), samt af Theodor Neuberts enke og søn, Herbert Neubert, hvilke to sidste udtrådte af firmaet i 1931. I 1929, overtog Fritz Neubert for egen regning og i eget navn konfektionsvirksomheden. I 1928, efter Landmandsbankens krak, stiftede Poul Neubert A/S De Danske Bomuldsvæverier, som overtog driften af bomuldsvæverierne.
Selskabets bestyrelse bestod i 1950 af fabrikant Poul Neubert, fabrikant Fritz Neubert, højesteretssagfører N.J. Gorrissen (1896-1978), fru Karen Neubert, fru Anne-Lise Holm og fabrikant Jørgen Neubert (1916-1976). Fabrikant Poul Neubert var tillige administrerende direktør for selskabet. I 1938 udtrådte Fritz Neubert af firmaet August Neubert, hvis indehavere derefter var Carl Neuberts enke, fru Monica Neubert og Poul Neubert. Siden 1944 var Poul Neubert eneindehaver.
Fabrikken på Frederiksberg lå på Howitzvej (daværende Lampevej) og fabrikken på Østerbro i Viborggade 78, der i 1899 blev udvidet ved arkitekt Alfred Thomsen.
I 1968 købte Jørgen Neubert sin moder og sine søstre ud af De Danske Bomuldsvæverier AS/August Neubert, og flyttede væverivirksomheden til Hjørring under navnet Jørgen Neubert Tekstilfabrik. Virksomheden ophørte i 1976 ved Jørgens Neuberts død. De Danske Bomuldsvæverier AS/August Neubert fortsatte som et ejendomsselskab, hvor fabriksbygningerne i Viborggade blev udlejet til stearinlysfabrikken Pia Lys og nedbrændte totalt efter at være blev anstiftet af serie-pyromanen Erik Solbakke Hansen den 27. oktober 1982. Branden, der også antænkte flere beboelsesejendomme, var en af de værste i Danmark siden 2. verdenskrig. Resterne af fabrikken blev nedrevet. Fabrikken på Howitzvej er ligeledes forsvundet.
I 1987, ved afviklingen af De Danske Bomuldsvæverier overtog fætrene Poul Jørgen Neubert (f. 1945) og Henrik Axel Kaufmann (f. 1946) retten og pligten til brug af firmanavnet August Neubert. Poul J. Neubert, som er bosat i Norge, oprettede i 1988 virksomheden August Neubert Norge, og Henrik Kaufmann og Poul J. Neubert har senere stiftet selskabet August Neubert Aps i Århus. Poul J. Neubert og Henrik Kaufmann viderefører det firma, som Carl Friederich August Neubert stiftede i 1846.